# إيزوأوجينول
إيزو أوجينول مركب عضوي ينتمي لعائلة من المركبات تسمى بالفينيل بروبين هذا المركب يتواجد في الزيت العطري لزهرة الأيلنغ.

## الأستخدامات
يستخدم هذا المركب في تحضير مركب الفانيلين المستخدم في صناعة نكهة الفانيليا